# 線紋美銀漢魚
線紋美銀漢魚（学名：Atherinomorus lineatus）為輻鰭魚綱銀漢魚目銀漢魚科的其中一種，被IUCN列為易危保育類動物，分布於中西太平洋菲律賓及印尼海域，體長可達7.5公分，為熱帶魚類，棲息在沿岸淺水域，生活習性不明。
其种加词“Lineatus”意为“有线纹的”。